# Гранвілл Тауншип (округ Бредфорд, Пенсільванія)
Гранвілл Тауншип (англ. Granville Township) — селище (англ. township) в США, в окрузі Бредфорд штату Пенсільванія. Населення — 899 осіб (2020).

## Демографія
Згідно з переписом 2010 року, у селищі мешкало 950 осіб у 349 домогосподарствах у складі 267 родин. Було 406 помешкань
Расовий склад населення:
| - 98,9 % — білих - 0,3 % — чорних або афроамериканців - 0,1 % — корінних американців - 0,1 % — азіатів |

До двох чи більше рас належало 0,5 %. Частка іспаномовних становила 0,2 % від усіх жителів.
За віковим діапазоном населення розподілялося таким чином: 25,3 % — особи молодші 18 років, 56,6 % — особи у віці 18—64 років, 18,1 % — особи у віці 65 років та старші. Медіана віку мешканця становила 40,7 року. На 100 осіб жіночої статі у селищі припадало 101,3 чоловіків;  на 100 жінок у віці від 18 років та старших — 96,1 чоловіків також старших 18 років.
Середній дохід на одне домашнє господарство  становив 67 866 доларів США (медіана — 47 350), а середній дохід на одну сім'ю — 81 955 доларів (медіана — 58 750). За межею бідності перебувало 8,3 % осіб, у тому числі 8,2 % дітей у віці до 18 років та 11,3 % осіб у віці 65 років та старших.
Цивільне працевлаштоване населення становило 412 осіб. Основні галузі зайнятості: освіта, охорона здоров'я та соціальна допомога — 23,3 %, виробництво — 14,3 %, транспорт — 12,9 %.